# John Russell, 1:e earl Russell
Lord John Russell kan även syfta på John Russell, 4:e hertig av Bedford (1710-1771). Se även John Russell
John Russell, 1:e earl Russell, mest bekant under sin tidigare titel lord John Russell och son till John Russell, som sedermera skulle efterträda sin bror som hertig av Bedford, var en av Englands mest berömda statsmän. Han föddes 18 augusti 1792 i London och avled 28 maj 1878 på lantgodset Pembroke Lodge vid Richmond.

## Tidig karriär
År 1813 blev Russell, som var bildad genom universitetsstudier och vidsträckta resor, medlem av underhuset, där han slöt sig till whigpartiet och 1814 höll sitt jungfrutal till stöd för norrmännens motstånd till unionen med Sverige. 
Från 1820 tog Russell mera framträdande del i husets förhandlingar, med arbetet för en genomgripande parlamentsreform som sitt huvudsakliga intresse. Dessutom understödde han lord Cannings politik och befordrade livligt genomförandet av lagförslagen om Testaktens upphävande (1828) och katolikernas emancipation (1829). Sin plats i främsta ledet bland Storbritanniens statsmän kom Russell att inta genom sin kraftiga medverkan till 1832 års stora parlamentsreform.
Russell fick november 1830 plats i lord Greys ministär som Paymaster General och blev, fastän han inte var kabinettsledamot (det blev han först juni 1831), medlem av den ministeriella kommitté, som uppgjorde utkastet till reformbillen. 1 mars 1831 inlämnade Russell regeringsförslaget i underhuset med ett berömt tal, som för hela hans återstående bana stadgade hans stora popularitet bland den brittiska allmänheten. Den häftiga politiska strid som följde, slöt med att överhuset nödtvunget antog den tredje billen i ämnet, som därpå 7 juli 1832 erhöll kunglig sanktion. I november 1834 måste den liberala ministären, i vars ledning Melbourne (juli samma år) efterträtt Grey, vika för en toryministär under Peel, en följd av Russells konflikt med lord Stanley om regeringens irländska kyrkopolitik.

## Russell som premiärminister
I Melbournes nya kabinett (sedan april 1835) var Russell regeringens främste man, såsom inrikesminister och underhusets ledare, till 1841. En vittgående kommunalreform och betydande mildringar i strafflagen genomfördes under denna tid, främst genom Russells inflytande. Därefter ledde han oppositionen mot Peel, dock understödjande dennes frihandelspolitik. Juli 1846 lyckades Russell efter Peels störtande bilda ett kabinett, som dock redan från början stod på svaga fötter. Navigationsaktens upphävande (1849) och världsutställningen i London 1851 var den russellska ministärens förnämsta verk. Protektionisternas anfall skakade den, och Palmerstons avgång i december 1851 sprängde den alldeles, så att Russell vid ett obetydligt nederlag (milisbillen) måste avgå, februari 1852. 
I december samma år blev Russell utrikesminister och underhusets ledare i Aberdeens koalitionsministär; han ville handla energiskt mot Ryssland, men avgick i januari 1855 (utrikesministerposten hade han lämnat redan februari 1853). Russell stödde därpå Roebucks en ministerkris framkallande krav på undersökning av regeringens militära åtgöranden under Krimkriget, men inträdde ej i Palmerstons ministär. Däremot blev han brittiskt ombud på den konferens i Wien, som avsåg att förbereda ett fredsslut. Hans uppträdande där väckte missnöje, och en lång tid var han och premiärministern Palmerston häftiga motståndare, tills 1859 de båda whigcheferna försonades och Russell i juni mottog utrikesministerns portfölj.

## Fredlig och neutral

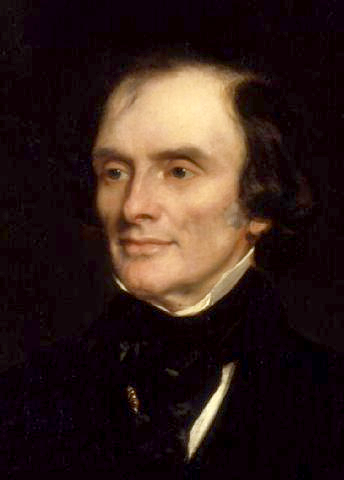
Porträtt av Lord John Russell målad av Francis Grant, 1853.

Från denna tid var hans politik fredlig och neutral under de stora krigen på 1860-talet, trots att han hade sympatier för Polen 1863, Danmark 1864 och Amerikas sydstater under det stora inbördeskriget 1861-1865. 1861 upphöjdes Russell till earl Russell och viscount Amberley. I oktober 1865 efterträdde han Palmerston som premiärminister. Han upptog åter sin ungdomstanke och framlade en ny reformbill med liberala tendenser, men föll på denna i juni 1866. Därmed var Russells offentliga bana slut; men ännu i maj 1878 kunde han motta de talrika deputationer, som firade 50:e årsdagen av Testaktens upphävande.

## Privatliv
Gift 1:o 1835 med Adelaide Lister, Lady Ribblesdale (d. 1838); gift 2:o 1841 med Lady Frances Elliot (d. 1898).
Barn: 
- Lady Georgiana Russell (1836-1922); gift 1867 med Archibald Peel (1828-1910)
- Lady Victoria Russell (1838-1880); gift 1861 med Rev. Henry Montagu Villiers (1837-1908)
- John Russell, viscount Amberley (1842-1876); gift 1864 med Hon. Katharine Stanley (d. 1874), far till Bertrand Russell, 3:e earl Russell.
- Hon. George Russell (1848-1933)
- Hon. Rollo Russell (1849-1914); gift 1:o 1885 med Alice Godfrey (1864-1886); gift 2:o 1891 med Gertrude Joachim (1865-1942)
- Lady Agatha Russell (1853-1933)

### Utgivarverksamhet
- Correspondence of John, 4th duke of Bedford" (3 band, 1842-1846),
- Memorials and correspondence of C.J. Fox (4 band, 1853-1857)
- Memorials, journal and correspondence of Thomas Moore (8 band, 1853-1856)